# Яньшань (Гуйлинь)
Яньша́нь (кит. упр. 雁山, пиньинь Yànshān) — район городского подчинения городского округа Гуйлинь Гуанси-Чжуанского автономного района (КНР).

## История
В XX веке урбанизированная часть уезда Гуйлинь была выделена в отдельный город Гуйлинь. После вхождения этих мест в состав КНР был образован Пригородный район Гуйлиня (桂林市郊区). Постановлением Госсовета КНР от 2 декабря 1996 года Пригородный район Гуйлиня был переименован в район Яньшань.

## Административное деление
Район делится на 1 уличный комитет, 2 посёлка, 1 волость и 1 национальную волость.